# Георге Букур
Георге Букур (рум. Gheorghe Bucur, нар. 8 квітня 1980, Бухарест) — румунський футболіст, нападник.

## Клубна кар'єра
Вихованець «Спортул», в школі якого перебував з 1989 року.
У дорослому футболі дебютував 1998 року виступами за «Спортул», в якому провів сім сезонів, взявши участь у 169 матчах чемпіонату. Більшість часу, проведеного у складі «Спортула», був основним гравцем атакувальної ланки команди і одним з головних бомбардирів команди, маючи середню результативність на рівні 0,45 голу за гру першості. В сезоні 2004/05 Букур разом з Клаудіу Нікулеску забив по 21 м'ячу, ставши найкращим бомбардиром чемпіонату.
Своєю грою за цю команду привернув увагу представників тренерського штабу «Політехніки» (Тімішоара), до складу якої приєднався влітку 2005 року. Відіграв за тімішоарську команду наступні п'ять сезонів своєї ігрової кар'єри. Граючи у складі тімішоарської «Політехніки» також здебільшого виходив на поле в основному складі команди і був серед найкращих голеодорів, відзначаючись забитим голом в середньому щонайменше у кожній третій грі чемпіонату. Тут він також у сезоні 2008/09 разом з Флоріном Костею став найкращим бомбардиром команди, а також допоміг команді двічі дійти до фіналу національного кубку та одного разу виграти срібні медалі чемпіонату.
До складу клубу «Кубань» приєднався на початку 2010 року і в першому ж сезоні допоміг команді вийти в Прем'єр-лігу. Встиг відіграти за краснодарську команду 156 матчів у національному чемпіонаті.

## Виступи за збірну
9 лютого 2005 року дебютував в офіційних матчах у складі національної збірної Румунії в товариській грі проти збірної Словаччини, яка завершилася з рахунком 2:2.
Наразі провів у формі головної команди країни 24 матчі, забивши 4 голи.

## Титули і досягнення
- Найкращий бомбардир Чемпіонату Румунії (1):

Спортул Студенцеск: 2004-05